# فست اکس
فست اکس یا فست ایکس (انگلیسی: Fast X؛ همچنین شناخته‌شده با نام‌های سریع و خشمگین ۱۰ یا سریع و خشن ۱۰) فیلم اکشن آمریکایی محصول ۲۰۲۳ به کارگردانی لویی لتریر از فیلم‌نامه‌ای به نویسندگی دن مِیزو و جاستین لین است. این فیلم دنباله‌ای بر اف ۹ (۲۰۲۱) است که دهمین قسمت اصلی و یازدهمین فیلم از مجموعهٔ سریع و خشمگین به‌شمار می‌رود. در این فیلم گروهی از بازیگران شامل وین دیزل، میشل رودریگز، تایریس گیبسون، لوداکریس، جان سینا، ناتالی امانوئل، جوردانا بروستر، سانگ کانگ، اسکات ایستوود، دانیلا ملچیور، آلن ریچسون، هلن میرن، بری لارسون، ریتا مورنو، جیسون استاتهام، جیسون موموآ و شارلیز ترون ایفای نقش می‌کنند. در این فیلم، دومینیک تورتو (دیزل) باید از خانواده‌اش در برابر دنته ریس (موموآ) که به‌دنبال انتقام مرگ پدرش و از دست دادن ثروت خانواده‌اش است، محافظت کند.
ساخت دهمین فیلمِ این مجموعه از سال ۲۰۱۴ و ساخت قسمت پایانیِ دو بخشی از سال ۲۰۲۰ برنامه‌ریزی شد. در سال ۲۰۲۰ خبر بازگشت لین برای کارگردانی و نیز حضور بازیگران اصلی اعلام شد. عنوان رسمی فیلم در آوریل ۲۰۲۰ به‌همراه آغاز تصویربرداری اصلی اعلام شد. لین اواخر همان ماه، به‌دلیل اختلاف در دیدگاه، از مقام کارگردانی کناره‌گیری کرد، هر چند که به‌عنوان نویسنده و تهیه‌کننده باقی ماند. لتریر یک هفته بعد به‌عنوان جانشین او استخدام شد و چندین بار فیلم‌نامه را (بدون داشتن اعتبار نویسندگی) بازنویسی کرد. برایان تایلر، آهنگساز این فرنچایز از دیرباز، برای ساخت موسیقی فیلم بازگشت. این فیلم با بودجهٔ ساخت ۳۴۰ میلیون دلاری، هشتمین فیلم پرهزینه در تاریخ است. فیلم‌برداری تا اوت همان سال به طول انجامید. لندن، رم، تورین، شهرهای دیگر ایتالیا، لیسبون و لس آنجلس از مکان‌های فیلم‌برداری بودند.
فست اکس در ۱۲ مهٔ ۲۰۲۳ در رم به نمایش درآمد؛ این فیلم نخست در ۱۷ مه در چند کشور اروپایی و در آمریکای جنوبی، و نیز در ۱۹ مه به‌وسیلهٔ یونیورسال پیکچرز در ایالات متحده اکران شد. این فیلم نقدهای ضد و نقیضی از منتقدان دریافت کرد که نقش‌آفرینی موموآ تحسین، اما انتقاداتی به‌دلیل نویسندگی به آن وارد شد. فست اکس بیش از ۷۰۰ میلیون در جهان فروش داشت و چهارمین فیلم پرفروش ۲۰۲۳ شد. دنباله‌ای در دست توسعه است و در ۲۰۲۵ منتشر خواهد شد.

## داستان
دومینیک تورتو (Dom) و همسرش لتی تصمیم می‌گیرند نزد پسرشان، برایان کوچک (Little B)، بمانند، در حالی که اعضای تیم‌شان شامل رومن، تج، هان و رمزی به درخواست سازمانی مرموز مأموریت می‌یابند تا تراشه‌ای رایانه‌ای را در جریان انتقالش در رم سرقت کنند. اما کمی بعد، سایفر زخمی در نیمه شب به خانه دوم سر می‌زند و خبر می‌دهد که دانته، پسر هِرنَن رِیِس، با خیانت اعضای تیم او، نقشه‌ای برای گرفتن انتقام از دام طرح کرده است؛ انتقامی به‌خاطر مرگ پدرش و از بین رفتن ثروت خانوادگی‌شان یک دهه قبل.
صبح روز بعد، با اطلاع «لیتل نوبادی» مبنی بر عملیات بدون هماهنگی در رم، دام و لتی متوجه می‌شوند که قضیه بوی خیانت می‌دهد و فوراً به رم می‌روند تا تیم را نجات دهند. در آنجا، تج و رمزی متوجه می‌شوند که به‌جای تراشه، کامیونی را باز کرده‌اند که حاوی یک بمب قوی نئوترونی دریایی است. دانته کنترل بمب را از راه دور به دست گرفته و آن را در خیابان‌ها رها می‌کند. دام موفق می‌شود بمب را به رودخانه تیبِر هدایت کرده و از تخریب گسترده جلوگیری کند، اما لتی دستگیر می‌شود.
با ناپدید شدن آقای نوبادی، رهبری فعلی سازمان در اختیار «آیمز» قرار دارد که دام و تیمش را مسئول بمب‌گذاری می‌داند و مأموریتی برای دستگیری‌شان آغاز می‌کند. در لس‌آنجلس، جیکوب، برادر دام و میا، وارد عمل می‌شود و با فرار دادن میا و «برایان کوچک» از دست نیروهای اعزامی آیمز، پسر را به مکانی امن در پرتغال می‌برد تا منتظر دام باشند.
در همین حال، «تس»، دختر آقای نوبادی، که به بی‌گناهی تیم دام ایمان دارد، با استفاده از برنامه جاسوسی «چشم خدا»، محل دام را در ناپل پیدا کرده و خبر می‌دهد که دانته به ریودوژانیرو رفته است. دام هم برای مقابله با دانته به آنجا می‌رود و وارد یک مسابقه خیابانی با او، ایزابل (خواهر النا) و دیوگو می‌شود. اما در جریان مسابقه، دانته با زیرکی باعث مرگ دیوگو می‌شود و برنده میدان می‌گردد.
از سوی دیگر، تس برای کمک به لتی به زندان امنیتی نفوذ می‌کند و با زخمی کردن عمدی‌اش، او را به بخش درمان می‌فرستد، جایی که سایفر نیز حضور دارد. آنها متوجه می‌شوند که زندان در جنوبگان واقع شده و برای فرار باید با یکدیگر متحد شوند. هم‌زمان، اعضای تیم دام در لندن به دِکارد شاو متوسل می‌شوند و پس از درگیری کوتاه، با وساطت هان، او را برای کمک قانع می‌کنند.
در ادامه، دام توسط آیمز در ریودوژانیرو دستگیر می‌شود، اما دانته وارد عمل شده و در همان پل معروف سرقت گاوصندوق، تعقیب و گریز تازه‌ای رقم می‌خورد. در این میان، تک‌تیراندازی به تس شلیک می‌کند و دانته موفق می‌شود «چشم خدا» را از او بدزدد.
در پی این وقایع، آیمز ظاهراً با دام متحد می‌شود و محل اختفای پسرش در پرتغال را ردیابی می‌کند. اما مشخص می‌شود که آیمز از ابتدا با دانته هم‌دست بوده و نقشه‌ای دوگانه را پیش می‌برد. او هواپیمایی را که حامل رومن، تج، هان و رمزی است، هدف قرار می‌دهد. جیکوب برای نجات دام و برایان کوچک، خود را قربانی می‌کند و با انفجار خود، دشمنان را از بین می‌برد. دام و پسرش مجبور می‌شوند از روی یک سد پایین بپرند تا از تله بعدی دانته فرار کنند. اما دانته بمب‌هایی را بر روی سد منفجر می‌کند تا کار آن‌ها را یک‌سره کند.
در جنوبگان، لتی و سایفر موفق می‌شوند از زندان فرار کنند و با شگفتی، «گیزل یاشار» که تصور می‌شد مرده است، با زیردریایی برای نجات‌شان می‌رسد.
در صحنه میان‌تیتراژ، لوک هابز در تئاتری متروکه با گروهی از مأموران نفوذ می‌کند، جایی که دانته با او تماس می‌گیرد و اعلام می‌کند که قربانی بعدی اوست؛ چون قاتل اصلی پدرش، هابز بوده. هابز در پاسخ می‌گوید پنهان نمی‌شود، و گوشی را با دستانش خرد می‌کند.

## بازیگران
- وین دیزل در نقش دومینیک «دام» تورتو: یک جنایتکار و مسابقه‌دهنده حرفه‌ای خیابانی سابق که بازنشسته شده و با همسرش لتی و پسرش برایان مارکوس زندگی می‌کند.[۶][۷][۸]
- میشل رودریگز در نقش لتی اورتیز: همسر دام و یک جنایتکار و یک مسابقه‌دهنده خیابانی سابق.[۹]
- تایرس گیبسون در نقش رومن پیرس: یک مجرم سابق، یک مسابقه‌دهنده خیابانی متخصص و یکی از اعضای گروه «دام».[۹]
- کریس «لوداکریس» بریجز در نقش تج پارکر: یک کارشناس فنی، مکانیک، و عضوی از تیمِ دام.[۹]
- جوردانا بروستر در نقش میا تورتو، خواهر دام و یکی از اعضای تیم او که با شریک زندگی‌اش، برایان اوکانر، و دو فرزندشان زندگی می‌کنند.[۹]
- ناتالی امانوئل در نقش رمزی، یک هکریست بریتانیایی و یکی از اعضای تیم دام.[۹]
- سونگ کانگ در نقش هان لو، یکی از اعضای تیم دام که مرگ خود را با کمک مستر هیچ‌کس جعل کرد.[۹][۱۰]
- جان سینا در نقش جیکوب تورتو: برادر دام و میا و یک دزد، قاتل و راننده حرفه‌ای که زمانی به عنوان مأمور برای آقای هیچ‌کس کار می‌کرد.[۱۱]
- شارلیز ترون در نقش سایفر، یک مغز متفکر جنایتکار و تروریست سایبری که دشمن تیم دام است.[۹][۱۰]
- جیسون موموآ در نقش دانته ریِس: پسر سلطان مواد مخدر هرنان ریس، به دنبال انتقام از دام و گروه‌اش به خاطر مرگ پدرش و از دست دادن ثروت خانواده اش در سریع و خشمگین ۵.[۱۲][۱۳]
- دانیلا ملچیور در نقش ایزابل نوِس، یک مسابقه‌دهنده خیابانی برزیلی و خواهر دوست دختر سابق دام، الینا نوس[۱۴]
- جیسون استاتهام در نقش دکارد شاو
- هلن میرن در نقش مگدالن شاو: مادر دکارد، هتی و اوون شاو.
- بری لارسون در نقش تس: دختر و نماینده آقای هیچ‌کس که با دام و گروه‌اش متحد می‌شود.[۱۵][۱۶][۱۷]
- گل گدوت در نقش ژیزل یاشار: یکی از اعضای تیم دام. این شخصیت که به ظاهر در سریع و خشمگین 6 کشته شده بود، دوباره در این فرنچایز حضور خواهد داشت.

همچنین دواین جانسون نقش لوک هابز را در صحنه پس از تیتراژ تکرار می‌کند.

## تولید

### توسعه
در نوامبر ۲۰۱۴، دونا لنگلی، رئیس یونیورسال پیکچرز، گفت که حداقل سه فیلم دیگر پس از خشمگین ۷ (۲۰۱۵) در این مجموعه وجود خواهد داشت. در ژوئن ۲۰۲۱، وین دیزل فاش کرد که کاردی بی پس از اولین حضور در نقش لیسا در اف۹ (۲۰۲۱) بار دیگر این نقش را در دهمین فیلم تکرار خواهد کرد. بعداً در همان ماه، دیزل اعلام کرد که این فیلم در دو قسمت اوج این فرنچایز تقسیم خواهد شد، که مراحل تصویربرداری اصلی آن از ژانویه ۲۰۲۲ آغاز می‌شود و فیلم‌برداری نیز پشت‌سرهم انجام می‌شود. در ژانویه ۲۰۲۲، جیسون موموآ برای بازی در نقش یک شخصیت شرور انتخاب شد. در ماه مارس، دانیلا ملچیور در نقشی ناشناس به بازیگران پیوست. در آوریل ۲۰۲۲، بری لارسون به بازیگران اضافه شد.

### فیلم‌برداری
مراحل تصویربرداری اصلی در ۲۰ آوریل ۲۰۲۲ آغاز شد و عنوان رسمی فیلم، فست اکس اعلام شد و بازیگران میشل رودریگز، تایریس گیبسون، لوداکریس، جوردانا بروستر، ناتالی امانوئل، سونگ کانگ، شارلیز ترون وجان سینا همگی تأیید کردند که نقش خود را دوباره ایفا خواهند کرد.

## انتشار
فست اکس در ۱۹ مه ۲۰۲۳ در ایالات متحده منتشر شد. در فوریه ۲۰۱۶، دیزل تاریخ اکران اولیه فیلم‌های نهم و دهم را اعلام کرد که دهمین فیلم ابتدا در ۲ آوریل ۲۰۲۱ اکران خواهد شد. پس از اینکه اف۹ به دلیل همه‌گیری کووید-۱۹ تا تاریخ اکران فیلم دهم عقب افتاد، تاریخ اکران فیلم دهم برای مدت نامحدودی به آینده موکول شد. در ژوئن ۲۰۲۱، دیزل تاریخ انتشار هدفمندی را برای فوریه ۲۰۲۳ اعلام کرد. در اوت همان سال، اعلام شد این فیلم رسماً در ۷ آوریل ۲۰۲۳ اکران خواهد شد. در دسامبر، تاریخ اکران فیلم به مه ۲۰۲۳ به تعویق افتاد، که برنامه‌ریزی شده بود به‌طور گسترده از جمله در آی‌مکس و سایر فرمت‌های دیگر منتشر شود.

## بازخورد

### گیشه
تا ۹ ژوئن ۲۰۲۳، فست اکس ۱۳۴٫۴ میلیون دلار در ایالات متحده و کانادا و نیز ۵۰۱٫۶ میلیون دلار در سایر کشورها فروش داشته‌است که فروش جهانی آن در کل به ۶۳۶ میلیون دلار رسیده‌است.

### آمار فروش جهانی Fast X (تا پایان ۲۰۲۴):
- فروش سینمایی جهانی: **≈ ۷۱۴ میلیون دلار
  - آمریکای شمالی: ۱۴۵ میلیون دلار
  - بازارهای بین‌المللی: ۵۶۹ میلیون دلار (چین با ≈ ۱۳۹ میلیون دلار پیشتاز بود)
- درآمد تکمیلی (VOD، اجاره، Blu-ray): ≈ ۱۵۰+ میلیون دلار
- جمع کل فروش (تا ۲۰۲۴): ≈ ۸۶۰–۹۰۰ میلیون دلار

### مقایسه با دیگر فیلم‌های سری:
در ایالات متحده و کانادا، فروش بلیت‌ها در نیمه‌شب ۹ فوریهٔ ۲۰۲۳، یک روز قبل از نمایش تریلر آغاز شد. طبق مطالعه‌ای از فندنگو که بیش از ۶۰۰۰ نفر از خریداران بلیت بین فوریه تا مارس ۲۰۲۳ را مورد بررسی قرار داد، فست اکس ششمین فیلم مورد انتظار تابستان بود. در آوریل ۲۰۲۳، تخمین زده شد که این فیلم در افتتاحیهٔ آخر هفته ۶۵ تا ۷۵ میلیون دلار فروش خواهد داشت. تا رسیدن به هفتهٔ اکران، برآوردها به ۶۰ میلیون دلار کاهش یافت. این فیلم در روز نخست اکران ۲۸ میلیون دلار فروش داشت که شامل ۷٫۵ میلیون دلار از پیش‌نمایش‌های پنجشنبه بود. این فیلم از ۴۰۴۲ سینما به ۶۷ میلیون دلار فروش رسید و در صدر گیشه قرار گرفت. جرمی فوستر در رسانهٔ درپ پیش‌بینی کرد فست اکس ممکن است سود کمتری نسبت به برخی از نسخه‌های قبلی داشته باشد، یعنی با استناد به افزایش ناگهانی بودجهٔ ساخت کلی فیلم (۷۰ درصد بیشتر از اف۹) و بودجه بازاریابی گستردهٔ موردانتظار. در آخر هفتهٔ دوم، این فیلم ۲۳ میلیون دلار (افت ۶۶ درصدی) فروش داشت و پس از پری دریایی کوچولوی تازه‌وارد، در جایگاه دوم قرار گرفت. در آخر هفتهٔ سوم، فست اکس در جایگاه چهارم قرار گرفت و ۹٫۲ میلیون دلار (با افت ۶۱ درصدی) کسب کرد.
فست اکس در ۲۸ مارس ۲۰۲۳ در چین اکران شد و یکی از اولین فیلم‌های آمریکایی اکران‌شدهٔ سال در این کشور بود. فیلم‌های سریع و خشن از زمان اکران سریع و خشن ۶ (۲۰۱۳) بیش از ۱٫۲ میلیارد دلار در چین فروخته‌اند و چین یکی از اولین کشورهایی بود که اف۹ (۲۰۲۱) پنج هفته جلوتر از اکران داخلی‌اش در آنجا اکران شد. در بریتانیا، فروش بلیت‌ها از ۵ مه آغاز شد. پیش‌بینی می‌شد این فیلم در آخر هفتهٔ افتتاحیهٔ خود حدود ۲۸۰ میلیون دلار در سراسر جهان بفروشد که شامل حدود ۲۲۰ میلیون دلار از ۸۴ کشور می‌شود. این فیلم مانند آغاز به کار آمریکا، کمی بهتر از پیش‌بینی‌ها بود و ۲۵۲٫۷ میلیون دلار در سطح بین‌المللی و مجموعاً ۳۲۰ میلیون دلار در سراسر جهان به دست آورد. فست اکس رتبهٔ ششم بهترین عملکرد در آخر هفتهٔ افتتاحیه برای یک فیلم استودیویی از سال ۲۰۱۹، و دومین عنوان برتر غیرابرقهرمانی (پس از آواتار: راه آب) را کسب کرد. بزرگ‌ترین بازارهای آن چین (۷۸ میلیون دلار)، مکزیک (۱۶ میلیون دلار)، فرانسه (۹٫۶ میلیون دلار) و برزیل (۹٫۶ میلیون دلار) بودند. این فیلم در پاکستان با ۱۹٫۹۸ کرور (۷۰۱۰۵۲ دلار)، رکورد پرفروش‌ترین اکران آخر هفته یک فیلم خارجی‌زبان را به دست آورد.

### منتقدان
در وبگاه جمع‌آوری نقد راتن تومیتوز، ٪۵۶ از ۲۸۶ بررسی منتقدان مثبت است، و میانگینِ امتیاز آن ۵٫۷/۱۰ است. این فیلم در متاکریتیک که از میانگین وزنی استفاده می‌کند، بر اساس نظر ۵۸ منتقدین امتیاز ۵۵ از ۱۰۰ را کسب کرده که نشان‌گر «نقدهای مختلط یا متوسط» است. تماشاگران شرکت‌کننده در نظرسنجی سینماسکور مانند اف۹ و فیلم نخست، به این فیلم نمرهٔ «B+» در مقیاس «A+» تا «F» دادند، در حالی که نظرسنجی‌های پست‌ترک گزارش دادند که ۸۲ درصد از مخاطبان به فیلم نمره مثبت داده‌اند و ۶۷ درصد گفته‌اند که قطعاً آن را توصیه می‌کنند.
«۸۰/۱۰۰ Screen Daily | منتقد: نیکی بوهان»
این دهمین قسمت از این مجموعه اکشن و مهیج کمپانی یونیورسال به شمار می‌رود که از همان ابتدا پایش را روی گاز قرار می‌دهد و تا انتها نیز از سرعتش نمی‌کاهد و در عین حال، برخی از مسائل را برای فیلم‌های بعدی باز می‌گذارد. این فرمول همیشگی این آثار است اما نکته جالب توجه آن است که تا چه اندازه این فرمول تکراری، سرگرم‌کننده است.

«۷۰/۱۰۰ The Hollywood Reporter | منتقد: فرانک شک»اشیاء غول پیکر بسیار زیادی در خیابان‌ها فرو می‌ریزند و خرابی‌های زیادی را به بار می‌آورند. همین نیز استعاره بسیار خوبی برای خود فیلم به شمار می‌رود. فیلم «سریع ۱۰» آنقدر پر از هرج و مرج بیش از حد و پرخشاگری مردانه است که کاملا مضحک احساس می‌شود. با این حال، آنچه باعث نجات فیلم «سریع ۱۰» شده، این است که این اثر از این پوچی خودش آگاه است و به نحوی به تقلیدی سرگرم‌کننده از خودش تبدیل شده است.«۶۷/۱۰۰ The Playlist | منتقد: سایمون تامپسون»فیلم «سریع ۱۰» همان چیزی است که انتظار می‌رفت، یک اثر پاپ‌کورنی و سرگرم‌کننده مضحکانه و این اصلا هیچ اشکالی ندارد.«۶۷/۱۰۰ Collider | منتقد: راس بونیم»با اینکه فیلم «سریع ۱۰» نحیف و ظریف به نظر می‌رسد و اثرات گسترش بیش از حد این خانواده بیش از پیش نمایان می‌شوند اما همچنان تماشای این فیلم سرگرم‌کننده است.«۶۰/۱۰۰ Polygon | منتقد: کتی رایف»فیلم «سریع ۱۰» از شرایط مشابه فیلم‌های جدید دنیای سینمایی مارول رنج می‌برد و آن قدر مملو از داستان‌ها و اساطیر داخلی است که به جای یک اثر سرگرم‌کننده بیشتر شبیه به تکلیف احساس می‌شود.«۶۰/۱۰۰ The Guardian | منتقد: اسکات توبایاس»وین دیزل و دیگر بازیگران برای فیلم دیگری از «سریع و خشن» بازگشته‌اند، فیلمی بیش از حد اشباع شده که اکشن گیج‌کننده و موثری را ارائه می‌دهد اما یک شرور بیش از حد بزرگ و احمقانه دارد.«۶۰/۱۰۰ Empire | منتقد: دن جولین»کم ظرافت‌ترین و پر حادثه‌ترین فرنچایز سینما با فیلمی تازه بازگشته است، فیلمی که به نحوی کارهای احمقانه جدیدی را برای انجام دادن با ماشین‌ها پیدا می‌کند. این در حالی است که جدا از شخصیت شرور با بازی جیسون موموآ، این اثر همان چیزی است که انتظار دارید.«۶۰/۱۰۰ Screen Rant | منتقد: مولی فریمن»فیلم «سریع ۱۰» یک تجربه تماشای مهیج و جذاب است که گاهی اوقات در دیالوگ‌های دراماتیک غرق می‌شود اما شخصیت شرور با بازی جیسون موموآ سبب شده تا تماشای این فیلم جذاب و سرگرم‌کننده باشد.«۵۰/۱۰۰ Entertainment Weekly | منتقد: کریستین هولوب»فیلم «سریع ۱۰» تمام عظمت و جذابیت یک فیلم پایانی را می‌خواهد و این در حالی است که هیچ چیزی را به نقطه پایان نمی‌رساند.«۵۰/۱۰۰ IGN | منتقد: تام یورگنسن»فیلم «سریع ۱۰» یک مقدمه برای پایان فرنچایز سریع و خشن به شمار می‌رود و تنها کیفیت جذاب و جالب آن نیز شخصیت شرور دانته با بازی جیسون موموآ است.